# Kaisa Center
Le Kaisa Center est un gratte-ciel de 288 mètres pour 66 étages construit en 2015 à Huizhou en Chine.